# Csangcsou (Fucsien)
Csangcsou (egyszerűsített kínai írással: 漳州, pinjin: Zhāngzhōu) prefektúra szintű város Kínában, Fucsien tartományban. Lakosainak száma 5 054 328 fő (2020).

## Népesség
| 2018 | 5 140 000 |
| 2020 | 5 054 328 |

## Testvérvárosok
- Date
- Honolulu